# Scutellaria muriculata
Scutellaria muriculata är en kransblommig växtart som beskrevs av Carl Clawson Epling. Scutellaria muriculata ingår i Frossörtssläktet som ingår i familjen kransblommiga växter. Inga underarter finns listade i Catalogue of Life.